# Fred Osam-Duodu
Fred Osam-Duodu est un entraîneur ghanéen de football, né le 4 juin 1938 et mort le 4 octobre 2016 dans un hôpital d'Accra (Ghana).

## Biographie
Fred Osam-Duodu fut à cinq reprises le sélectionneur des Black Stars, remportant la CAN 1978 et quart-de-finaliste à la CAN 2002. Avec les moins de 20 ans, il remporta la CAN 1993 et fut finaliste de la coupe du monde 1993. Avec les moins de 17 ans gambiens, il remporta la CAN 2005 et fut éliminé au premier tour de la coupe du monde 2005.